# Punta Rivero
Punta Rivero (spanisch) ist eine Landspitze im Nordosten der Nansen-Insel in der Wilhelmina Bay vor der Danco-Küste des Grahamlands auf der Antarktischen Halbinsel.
Argentinische Wissenschaftler benannten sie. Der weitere Benennungshintergrund ist nicht überliefert.